# スマイリー園田のLive Alive
スマイリー園田のLive Alive（スマイリーそのだのライブ・アライブ）は、MBCラジオでかつて放送された、南日本放送のBスタジオへ観覧者を入れ公開生放送で行われていたラジオ番組。2001年（平成13年）10月7日に放送を開始し、2019年（平成31年）3月31日に放送を終了した。

## 概要
司会進行はMBCタレントのスマイリー園田。鹿児島のミュージシャンのライブにこだわる、鹿児島の素人ミュージシャンや地元演奏家の登竜門となった生放送のライブ番組で、レギュラー番組としては鹿児島県内唯一の公開生放送だった。出演者の生演奏の他、時にはクイズやコント等も行うなどリスナー参加型にこだわり、アルバイトの大学生スタッフもアシスタントディレクターとして番組の運営を支えた。
2010年代以降の生披露された楽曲は、「MBC南日本放送」のYouTubeチャンネルに動画としてアップロードされており、日本音楽著作権協会（JASRAC）などが管理している既存楽曲のカバーは、管理者に事前許可を取ってからアップされていたため、ネット配信権の関係で、動画が製作された披露曲であってもアップされなかったものが極一部で存在した。ひと月に披露された楽曲のほぼ全てがアップされ、再生回数が多い楽曲は、翌月の再生回数ランキングのコーナーで紹介していた。最終的に再生回数が一番多かった楽曲は、さらに翌月の当番組のエンディングテーマに使用され、スピンオフ番組の『Live Alive Power Push!』という、週末に編成されていた5分間のサンドイッチミニ番組でも紹介された。構成動画で一番再生回数が多かった楽曲は、2012年（平成24年）5月13日放送回の島唄唄者の大山結奈がカバーした「島のブルース」（1963年製作・ビクター管理）であり、放送終了時点で2万回台と、最高再生回数をキープしていた。終了後程なくして著作権や後にプロミュージシャンとなる方の肖像権などにおける各種権利問題もあり、構成動画は全て非公開となった。
大学在学中にバンドで全国一になり、プロを目指したものの挫折した経験を持つスマイリーは、自分の耳で生の音を聴いて高校生歌手ら地元演奏家を発掘し、デビューのきっかけを作ることに力を注ぐ。出演者の中には、天文館で路上ライブをしていたところ、スマイリーにスカウトされたことをきっかけに、何度も出演した者もいた。後に「THE FIRST TAKE STAGE」でグランプリを獲得しメジャーデビューした麗奈も、アマチュアだった学生時代には、11歳だった2012年（平成24年）9月9日から17歳だった2018年（平成30年）12月16日まで、多い時には年に2回のペースで毎年出演し熱唱。YouTubeで閲覧回数が一番多かった曲としても何度も選ばれ、翌々月の番組エンディングや、『Live Alive POWER PUSH!!』でも放送音源が放送された。番組終了の1週間半前には、MBC公式Twitterでの番組を振り返る投稿において、麗奈が11歳だったときの出演動画が取り上げられた。地元のバンドや弾き語りなどの他、時にはプロとして活躍した者や奄美群島の伝統歌曲である島唄の唄者も出演することがあり、鹿児島県において多数のCM等で楽曲がタイアップされ使用されている宮井紀行なども出演。
2016年（平成28年）7月31日には、南日本新聞社の創立135年、かつ鹿児島新聞から南日本新聞に改題して70年を記念して、南日本新聞社の本社で行われたイベント「ミナミさんちで夏まつり」の一環として、本社内の「みなみホール」において一般の観客を入れ、鹿児島出身の大原優乃をゲストに迎え公開生放送を行った。最終回は、Bスタジオに入りきらないほどの観覧者が押し寄せ、Bスタジオから溢れた観覧者に関しては、MBC南日本放送の玄関ロビーでライブビューイングを行うことで対応。スマイリーがボーカルのバンド「スマイリー園田とトモダチ楽団＆ひよりちゃん」がTHE YELLOW MONKEYの曲をカバーし、生放送最後の曲にはスマイリーのオリジナル曲「Rock 365」を熱唱し、最後の放送が幕を閉じた。Bスタジオでは、放送終了後も残っている観客に向けて、スマイリーのバンドによる熱唱が1時間余り続いた。番組最後のディレクターは上野知子であった。

### 番組終了後
鹿児島が拠点のアマチュアミュージシャンによる生演奏番組は、当番組をもって完全に終了。同時間帯の後継番組は、ラジオ業界初となるスマートフォンと連動したリアルタイムビンゴ番組、『Radio de BINGO』が一年間放送されていた。この番組は以前に、ラジオビンゴスペシャルと呼ばれる特別番組で既に実施されていた『MBCアプリ』と呼ばれる南日本放送のスマホアプリを利用する形を取り、対象楽曲の中から掛かった楽曲のみをタップすることで、対処していた。
コカ・コーラの単独提供は『Radio de BINGO』の放送終了まで持続されていたが、他にスポンサーが付いていない状況は変わっておらず、MBCラジオから完全に降板。ラジオビンゴの企画のみが『岩﨑弘志のてゲてゲハイスクール→ハウス』に引き継がれている。
『Radio de BINGO』放送終了直後の2020年（令和2年）4月5日からは、この番組が放送されていた枠で、TBSラジオ製作のネット番組である『爆笑問題の日曜サンデー』が、2021年（令和3年）10月以降は他局制作の別番組が放送されている。

## 前身番組
前身番組は、1973年（昭和48年）4月15日に開始したアナウンサーの安田勝英による『やったんこのちぇすといけ!ヤング』に始まり、1978年（昭和53年）7月30日開始の小澤達雄による『クマさんのちぇすといけ!ヤング』、1980年（昭和55年）4月6日開始の猪俣睦彦による『むっちゃんのチェストいけ!ヤング』、1986年（昭和61年）4月20日開始の采野吉洋による『うねちゃんのチェストいけ!ヤング』、1996年（平成8年）4月14日開始の太田祐輔による『ゆうちゃんのチェストいけ!ヤング』と、歴代5人が司会を務めた、同時間帯に公開生放送されたラジオ番組『チェストいけ!ヤング』と、後継番組として『日曜ワイド 竹丸・知子のみなみなサンデー』のフロート番組で1999年（平成11年）4月11日に開始された内田詠子による『内田詠子のGo!Go!Go!』。これらの前身番組から番組名や司会者を変えながらも、放送の形式は殆ど変わっておらず、当番組としては17年半、前身番組を含めると45年以上続いた。前身番組も含め、この番組出演がきっかけで、その後メジャーデビューし一世風靡した者や、音楽業界へ進んだ出演者も数多くおり、この中にはアマチュア時代の城南海、雨のパレードもいた。

## スポンサー
MBCラジオのローカル番組としては異例となる、コカ・コーラのみの提供であり、セールス担当企業は、2013年（平成25年）12月までは南九州コカ・コーラボトリングで、2014年（平成26年）1月からはコカ・コーラウエスト。2017年（平成29年）3月までは一社提供だったが、同年4月1日からの東京を拠点とするコカ・コーラボトラーズジャパン傘下における、コカ・コーラウエスト2代目法人に事業を継承したのと同時に、2代目法人の方針は複数社提供へと移行したものの、放送終了までコカ・コーラ以外のスポンサーが入ることは無かった。一社提供の状態は『チェストいけ!ヤング』時代から45年以上も続き、当番組の終了まで毎週スタジオ観覧者には、スポンサーだった南九州コカ・コーラやコカ・コーラウエストより差し入れられた、冷えた瓶入りのコカ・コーラが振舞われていた。

## 放送時間
毎週日曜日 14:00～14:55（JST）の公開生放送。リスナーにとっては、社内見学を除きMBCへアポイント無しで入れる唯一の機会であった。
原則は本社のBスタジオに観覧客を入れた公開生放送だが、特別番組などが前後の時間に編成されている場合には、出演者やスタッフのみで本来の放送時間による事前録音になる場合もあり、その場合の放送時間は5時間遅れの19時台となった。放送休止になることは災害時などのやむを得ない時だけであった。

## ゲスト
毎月、鹿児島へキャンペーン中のミュージシャンがプロモーションを兼ね、スタジオで生ライブする事があった。

## エピソード
2006年（平成18年）7月2日の放送では、前身番組『むっちゃんのチェストいけ!ヤング』にデビューして間もない頃に出演した経緯がある長渕剛が生出演し、生放送で生ライブを行った。同番組以外では、『城山スズメ』など昼のローカル番組等のみで観覧希望者を募集したにもかかわらず、ファンクラブなどを通じて情報が伝わり全国各地から熱狂的なファンも含めて2000通以上の観覧希望の問合せが殺到し、急遽抽選により入場招待券を発行し、当選者50組100人のみの観覧となるという騒ぎもあった。
この模様は、同年7月13日放送のMBCテレビ『mixx』でも「長渕剛 3daysドキュメント」として特集。本番4時間前からの準備、スマイリー園田や植田美千代らも交えた打ち合わせ、リハーサル、般若とのセッションも含め放送終了後まで行われた計1時間半に及ぶスタジオライブの模様に加え、2003年（平成15年）5月にラジオ番組での呼びかけでMBC横の甲突川沿いで急遽行われた拡声器を使っての3曲ライブ、同年6月29日、鹿児島中央駅のサテライトスタジオで行うエフエム鹿児島のラジオ番組『MUSIC POWER STATION feel the μzic DA!!』に生出演していた長渕が、この後に駅前のアミュ広場でゲリラライブを行うと突然宣言し、約7千人を前に歌った際の模様、同年7月1日、霧島市隼人町に長渕の親友が師範として新極真会鹿児島支部・霧島道場を、長渕と金を出し合って設立し、道場でのセレモニーにおいて長渕や哀川翔が大衆の前で話した際の模様も放送された。
放送時間外も含めた計1時間半に及ぶスタジオライブの模様は、同年7月24日午後10時からMBCラジオで1時間の特別番組『2006・夏 長渕剛 Special Studio LIVE!!』として放送された。